# Rigard
El Rigard o Regard és un riu de Catalunya, que neix a la Collada de Toses i davalla fins a la seva desembocadura al riu Freser, a la localitat de Ribes de Freser. Forma doncs part de la conca del riu Ter, que vessa les seves aigües a la Mediterrània.

## Municipis que travessa
- Toses
- Planoles
- Ribes de Freser